# Metropolis (Nevada)
Metropolis es un área no incorporada ubicada en el condado de Elko en el estado estadounidense de Nevada.

## Geografía
Metropolis se encuentra ubicado en las coordenadas 41°13′41″N 115°3′22″O / 41.22806, -115.05611.